# Conirostrum leucogenys
Conirostrum leucogenys е вид птица от семейство Тангарови (Thraupidae).

## Разпространение
Видът е разпространен във Венецуела, Колумбия и Панама.